# ادوین هاج
ادوین هاج (انگلیسی: Edwin Hodge؛ زادهٔ ۲۶ ژانویهٔ ۱۹۸۵) یک هنرپیشه اهل ایالات متحده آمریکا است.

## گزیده فیلمشناسی
- جان‌سخت ۳ (۱۹۹۵)
- بوسه طولانی شب‌بخیر (۱۹۹۶)
- خانه مامان بزرگ (فیلم) (۲۰۰۰)
- آلامو (فیلم ۲۰۰۴) (۲۰۰۴)
- همه پسران عاشق ماندی لین (۲۰۰۶)
- امشب منو ببر خونه (فیلم) (۲۰۱۱)
- سحرگاه سرخ (۲۰۱۲)
- پاکسازی (فیلم ۲۰۱۳) (۲۰۱۴)
- پاکسازی: هرج و مرج (۲۰۱۴)
- هر چه بالا هست، پایین نیز هست (۲۰۱۴)
- پاکسازی: سال انتخابات (۲۰۱۶)
- آنجل (مجموعه تلویزیونی ۱۹۹۹) (۲۰۰۰)
- آناتومی گری (مجموعه تلویزیونی) (۲۰۰۶)
- قهرمان‌ها (مجموعه تلویزیونی) (۲۰۰۹)
- استخوان‌ها (مجموعه تلویزیونی) (۲۰۰۹)
- سی‌اس‌آی: میامی (۲۰۱۰)
- ان‌سی‌آی‌اس: لس آنجلس (۲۰۱۳)
- یگان ۶ (۲۰۱۷)